# Juan de Lebú
Juan de Lebú (... – 1578) fu un Mapuche cacique o ulmen della regione di Lebu, catturato dagli spagnoli prima del 1568.

## Biografia
Fu mandato in Perù, e gli spagnoli lo battezzarono dandogli il nome di Juan. Fece ritorno nel 1568, col nuovo governatore Melchor Bravo de Saravia. Appena ebbe l'occasione fuggì tornando dal suo popolo per aiutarlo nella guerra contro l'impero spagnolo. Avendo conosciuto le tattiche europee come Paineñamcu (Alonso Diaz), costoro divennero stretti collaboratori in guerra.
Durante la prima campagna del governatore Rodrigo de Quiroga nel 1578, vi fu un raid che tentò di bruciare il campo invernale spagnolo ad Arauco. Juan de Lebú e sette altri lonko furono catturati durante un contrattacco spagnolo. Per punirli come esempio, i sette lonko furono impiccati a degli alberi, mentre Juan de Lebú subì la stessa sorte di Caupolicán, ovvero l'impalamento.